# Gnocchi del 29

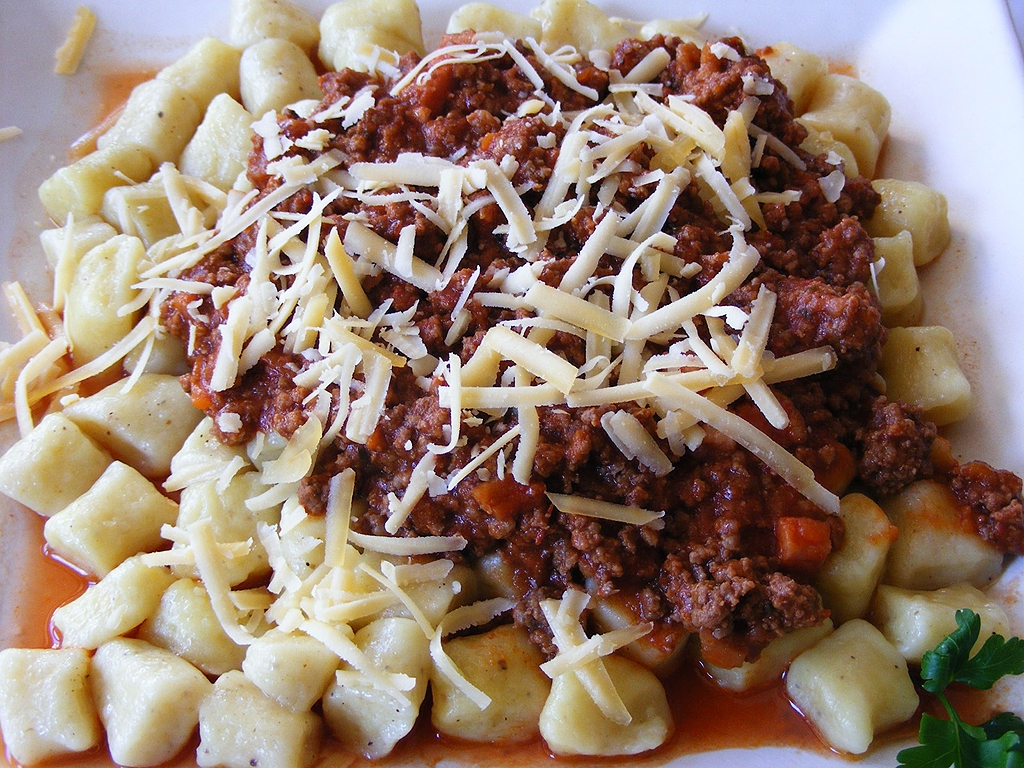
Gnocchi del 29 in Uruguay

Con l'espressione Gnocchi del 29 (in Lingua spagnola Ñoquis del 29) si definisce l'usanza diffusa in alcuni Paesi dell'America Meridionale di mangiare un piatto di gnocchi il giorno 29 di ogni mese.
L'usanza è molto diffusa specialmente negli Stati del Cono Sud quali il Brasile, l'Argentina, il Paraguay, l'Uruguay, essendo questi Paesi destinatari di una notevole immigrazione italiana tra la fine del secolo XIX e l'inizio del secolo del XX.
Esiste un rituale che accompagna il pranzo con gli gnocchi, vale a dire quello di mettere dei soldi sotto il piatto che simboleggia il desiderio di nuovi doni. È poi consuetudine lasciare una banconota o una moneta sotto il piatto per attrarre in questo modo fortuna e prosperità alla cena.

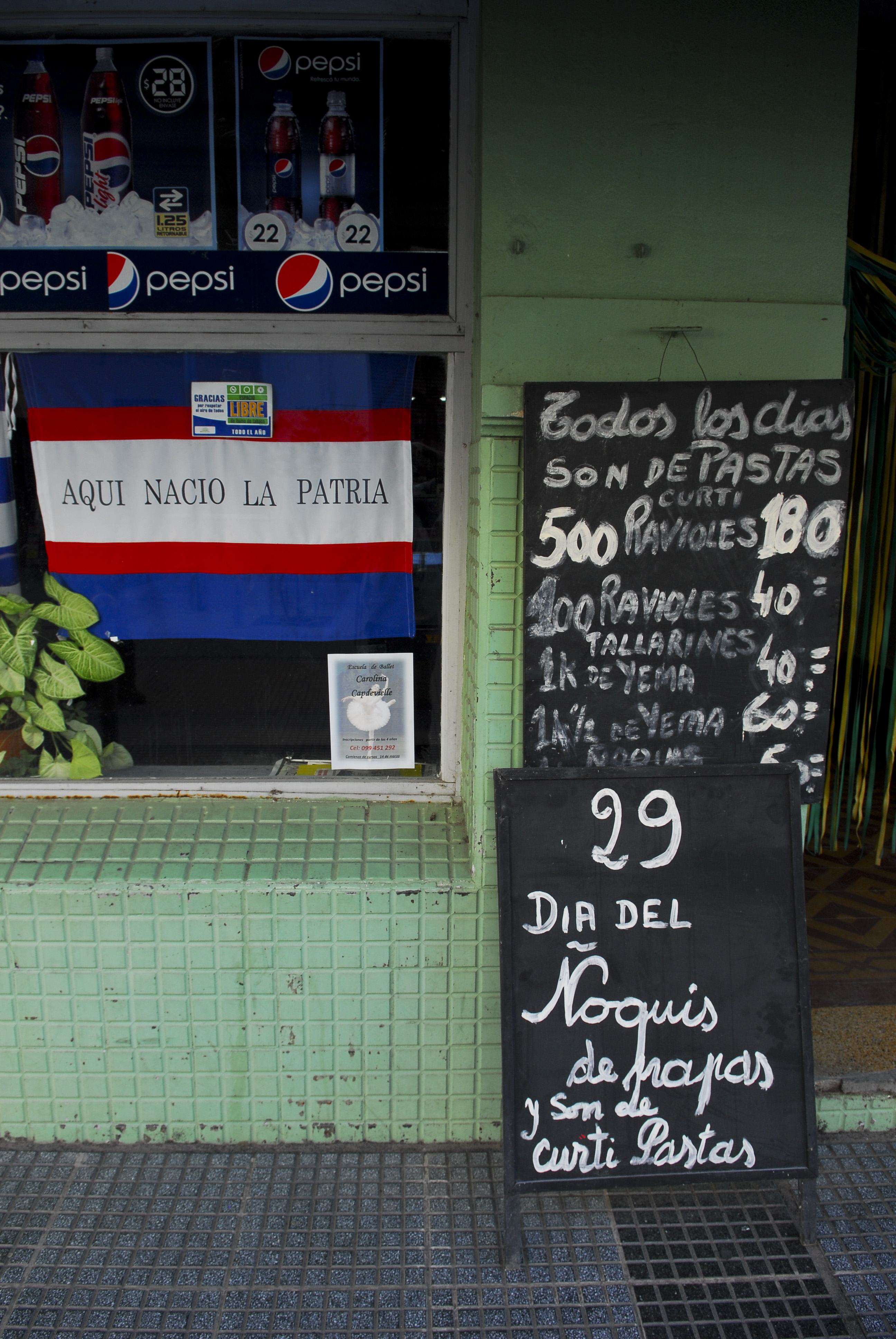
Cartellone davanti ad un negozio di alimentari che annuncia gli gnocchi del 29, nel dipartimento di Soriano, in Uruguay.

## Origine della tradizione
La tradizione di servire gli gnocchi il 29 di ogni mese nasce da una leggenda basata sulla storia di san Pantaleone, un giovane medico di Nicomedia che, dopo essersi convertito al cristianesimo, fece un pellegrinaggio attraverso l'Italia settentrionale. Lì praticò cure miracolose per le quali fu canonizzato.
Secondo la leggenda, in un'occasione in cui chiese del pane a dei contadini veneziani, questi lo invitarono a condividere il loro povero tavolo.
Per la gratitudine, Pantaleone annunciò un anno di ottima pesca e di ottimi raccolti.
Quell'episodio sarebbe avvenuto il 29 luglio, per questo motivo è ricordato quel giorno con un semplice pasto rappresentato da degli gnocchi.